# アダムス・ファミリー
『アダムス・ファミリー』（The Addams Family）は、チャールズ・アダムス作の一コマ漫画。およびそれを原作とした映画・アニメ・TVドラマ・ミュージカル。
元々は1937年から雑誌『ザ・ニューヨーカー』に掲載されていた無題の一コマ漫画で、当初はキャラクター設定など明確なことが記されておらず、メインキャラクターの名前などは一切不明であり、「アイマーおじさま」などゲストキャラクターの名前が行き来するなどの奇妙な内容であった。テレビドラマ化されたときに、作者の名前から『アダムス・ファミリー』というタイトルが付いた。
1964年に テレビドラマ、1973年に テレビアニメが制作され、日本では 『アダムスのお化け一家』の邦題で 人気になった。 ドラマ化の際、初めて それぞれのキャラクター設定が 明記されたものの、当初 アダムスが決めていたフランプという名前（後述）に反し、"アダムス"という 著者の苗字が付けられたことで、キャラクターそれぞれの設定が 大きく変わってしまった。
それ以降からテレビドラマ版の設定が継承され、1991年に巨額の制作費を投じて映画化されてヒットし、1993年には続編が作られた。続編も興行的に好調だったため3作目も制作される予定であったが、主演のラウル・ジュリアが企画中に死去したため制作されなかった。後に制作された『アダムス・ファミリー3 再結集』はテレビ映画として作られた作品のため、映画版との関連は一切ない（ただし映画版のハンド役とラーチ役は続投している）。また2008年にはブロードウェイでミュージカル化されロングランを記録し、2014年には日本上陸も果たした。
2019年には、CGアニメーション映画『アダムス・ファミリー』が製作されて全世界興収2億ドルの大ヒットを記録。2021年に続編『アダムス・ファミリー2 アメリカ横断旅行!』が製作された。
2022年、アダムス家の長女"ウェンズデー"を主役にしたスピンオフドラマ『ウェンズデー』が Netflixで配信され、世界的な大ヒットになっている。

## 世界観
丘の上にある洋館に住むアダムス一家。彼らは、不幸な事や邪悪な事、忌まわしい物、不気味な物が大好きなお化け一家だった。そんな家族が繰り広げるホラーコメディである。
作中全体が時代の流行と一線を画して、1930年代テイストのゴシック美術や演出で統一されており、映画監督のティム・バートンなど多くの人物に影響を与えた。

## 登場キャラクター
もともと原作漫画ではアダムス家それぞれの名前自体は明記されておらず、刊行する毎に名前が明確化されていった。この一風変わった家族は最初から全員そろって生み出されたわけではなく、基本的に登場して何年もたってから「実は身内」というような描かれ方をしているし、フェスターやパグズリーのように当初は明確に別の家庭を持ったキャラクターを合流させたものもいる。「アダムス」という姓も作者からで、連載が長期化するうちに新聞雑誌はこの一家を「アダムスの黒家族」、彼らの館を「アダムス屋敷」と呼ぶようになった。
当初姓はフランプ（Frump 薄汚いの意味）になる予定であったらしく、1963年に作者本人が書いたキャラクター説明（1964年 - 1966年のテレビドラマ版を作る際の設定集のようなもの）ではおばあちゃんが「Granny（おばあちゃん） Frump」と表記されており、フランプとは彼女の外見が「薄汚い」のではなく大文字表現される固有名詞（＝ラストネーム）となっていたのだが、すでに「アダムス・ファミリー」で定着していたので「フランプはモーティシアの旧姓」という設定にされた。
アダムス一家は前述のとおり不幸や邪悪なこと、忌まわしい物を好むが、これは単に暮らしや育ち方が先祖代々根本からずれているためであり、それ自体に特に悪意、悪気があるわけでもない。一家は莫大な資産がある上流階級の家庭である。

### メインキャラクター
括弧（）内はアニメ日本放送時の名前。
ゴメズ（シケモク）・アダムス/Gomez Addams
主人公でアダムス家の家長。ラテン系で中肉中背の小柄なブ男（ドラマ、映画では長身の伊達男（原作で月光浴をして変貌した姿）として描かれている）で、ストライプの入ったスーツや燕尾服を好んで着用する。葉巻を好んで愛用する。
（悪巧みをする時を除いて）頭の回りは良くないが、金の回りは良く欲しいものは何でも手に入る。
映画版では快活で明朗な性格ながら、行動そのものは悪趣味、不謹慎極まりない。
もっとも、彼がそこまでして欲しがるものはモーティシアただ一人だけである。
家族をこよなく愛しており、常に良き父、良き師であろうと努力しているが、陽気で適当な性格故に意味不明な方向に進むことも多く、モーティシアにサポートしてもらうことも多い。モーティシアを「カラミーア」と呼ぶ（カラミーアはイタリア語、cara mia＝愛しい人）。
モーティシア（アゲカス）・アダムス/Morticia Addams
アダムス家の母親であり、美しいが異様に痩せこけた魔女。先祖代々から魔女の家庭に育ち、何度も死んでは蘇っている。
長身で肘と裾に房がついたぴったりした黒服のドレスを常に身につけており、青白い肌に緑なす黒髪と妙に細いウエストが特徴。趣味は様々な毒草を育てること。
好きな生き物はコウモリで、鍾乳洞に行ってコウモリを見るのが好き。さらに、ペットとしても飼っている。
性格は非情なほどに冷静で、どんなことがあっても常に微笑を浮かべている。しかし、家族のことを何よりも愛しており、アダムス家の真の家長は彼女であると言える。
ドラマ版ではゴメズとは自分の最初の葬儀の時に出会い相思相愛で結ばれた。夫婦仲は良好で今も熱く熱が上がると「ウイ?」とフランス語で会話する。ゴメズを「モンシェール」と呼ぶなどのネタが追加されている。
なお、作者が没にした漫画には「最初、おまえ（モーティシア）の父がぼくらの仲を認めてくれなくてショックだった。」ということをゴメスが語る話がある。
名前の由来はMorticia はアメリカ英語での葬儀屋（＝mortician）から。
フェスター（デガラシ）・アダムス(原作初期の姓はフランプ)/Fester Addams(Frump)
ゴメズの実兄でウェンズデーとパクズリーの伯父。アダムス一家の中では唯一まともな性格だが、モーティシアのような青白い肌に禿頭で歯が一本も無く、目の回りに隈があり、季節や場所を問わず大外套を着込んでいるため見た目は一番怪しい。
勿論、不気味な物やおぞましい物をこよなく愛していることに変わりはなく、まともであるがゆえに誰よりも純粋な悪意を持って周囲を引っ掻き回す。
そのため、「手加減を知らず、手の施しようがない悪魔」としてモーティシアに常に監視されているが本人は気にしていない模様。
ウェンズデーやパグズリーとはとても仲が良く、三人で釣り（ダイナマイトで魚を気絶させ、浮かんだ魚を網で掬うという危険なものだが）をしに行くことがしばしばある。
いくつもの会社を立ち上げている実業家でもあり、雑誌の表紙に載るほどである。
原作では誰の兄弟かは明言されていない。結構凶悪な人間で「対向車線に大型トレーラーがやって来る状況で『追い越しどうぞ』と後続車に譲る」や「ゴルフ場で人にわざとボールを当てる」などをやらかしている。
アダムスの漫画などにはよく似た人が何人もおり、『Homebodies』1954年号には「病院で生まれた（自分の）子供を見ているフェスター」がいたり、『ザ・ニューヨーカー』1979年10月1日号には「同じ漫画1コマ内で地下鉄の運転士と客が両方フェスターそっくり」という物もある。
独身でありドラマ、映画版では色恋沙汰を引き起こす事が多く、舞台版では生物ですらない月に恋愛をし、子供まで授かるというとんでもない展開を起こしている。
名前の由来（Fester）は腐る、という意味。
フランプおばあちゃん（モミガラ）／グラニー・アダムス(映像化以降の呼び名)/Grandmama Addams
モーティシアの実母(原作初期はゴメズとフェスターの実母）である老婆。うっすらと生えた顎髭と、大きなホクロがチャームポイント。
極めて長く生きており、様々な疫病を周囲にばらまく能力や桶に乗って空を飛ぶ能力を持ち、色々な薬品を操るのが大得意。
コメディリリーフで壮年の魔女であり、アダムス一家の料理や薬品製作を行い、よく孫に骨やコウモリ、悪魔のようなクッキーを焼いている。
性格はお茶目なうっかり者で、ソリテアでイカサマをし、根っからの大嘘つき。よく周囲に流されるトラブルメーカーでもあり、特に悪趣味ないたずらを一般人に行うことが大好き。
ドラマ、映画では一家の炊事を担当しており、近所ののら猫を殺して食事にしようとしている。
アダムス家の中では最年長者。ちなみにゴメズとフェスタ―の両親は既に故人であるが、若い頃はポルノ雑誌の表紙を飾っていた、怒り狂う群衆によって惨殺された事がモーティシアによって語られている。
ウェンズデー（パンクズ）・アダムス/Wednesday Addams
不幸の元に生まれついたアダムス家の長女。いつも不幸そうな顔つきで、感受性が強く無口。
ゆえに、いざ口を開くと止めを刺すような絶大なインパクトにして、ブラックで強烈な一言を発する。
モーティシアゆずりの黒髪と青白い肌を持ち、片方の足の指が六本ある。
三つ編みのおさげ髪に水玉のワンピースが特徴。漆黒の服も好んで着る。家族の中では特に陰湿な性格で、一番の危険人物でもある。
10歳にもかかわらず非常に優秀で、学校からも「性格さえ問題なければ」といわれている。
人の性格を見抜くのが得意。疑い深く狡猾で、一般人を不快にしたり追い詰めたりする。しかし家族の危機の際はいち早く察知して活躍することが多い。
名前の由来（Wednesday）は「水曜日生まれの子は不幸になる」というマザー・グースの言い伝えから。
父のゴメズに溺愛されており、彼とモーティシアがよく行く鍾乳洞へのピクニックや真夜中の公園で遊ぶことが大好き。
原作では顔がかなり面長で、パグズリーに毒を盛られたり地下室に閉じ込められたりと、どちらかというとやられ役が多く（基本は仲良しで一緒にいたずらをすることも多い）、他にも優等生名簿にのる（本人は嫌がっていた）という対外的にはいい子に見えるタイプであったが、人形で葬式ごっこや処刑ごっこをやったり、サンタクロースを焼き殺そうと暖炉の火を強めるなどやはりファミリーの一員。
パグズリー（カンカラ）・アダムス/Pugsley Addams
アダムス家の長男でウェンズデーの弟。縞模様のシャツにサスペンダー付きの半ズボンを常に着ている。
ファミリーの中では珍しく陰気くさくない普通の外見だが、性格は典型的な悪ガキ小僧。致死性の罠を仕掛けたり、おもちゃで大事故を再現したり、他人が楽しく遊んでいる所に乱入して滅茶苦茶にするのが大好き。
姉のウェンズデーにいつも虐めを受けており、電気椅子に掛けられたり、ボウガンの標的にされたり、散々な目に遭う（ただし本人はまんざらでもない様子）。
たまにウェンズデーに仕返しを行おうとするが、姉のほうが一歩先を入っているため、常に失敗する。交通標識を収集して交通事故を起こさせることが趣味で、部屋はこれまで盗んできた標識で埋まっている。実は保護観察中の処分を受けており、ゴメズからは誇りにされている。
原作ではウェンズデーとどちらが年長かは明言されていないが、基本的にパグズリーが小柄に描かれている。なお、映画版『2』のオリジナルキャラクターである弟（第3子）の「ピューバート（Pubert）」の名前はパグズリーの没ネームで、思春期を意味する「puberty」のもじりだったが、当時のTV業界ではストレートすぎて受け入れられず、この少年にはブロンクスを流れる川の名前を付けられた。
ラーチ（クズテツ）/Lurch
アダムス家の使用人。非常に長身。いつもヨロヨロ歩いており、片目は白濁している。
粗忽者で、大切なことを良く忘れたりするがアダムス家の面々には冗談のネタにされつつも愛されている。本人もまた彼らを愛しており、世の中のいい影響からパグズリーやウェンズデーを守っている。
作者が意図的に「フランケンシュタインの怪物」に似せて描いたキャラクターであり、映画で怪物を演じたボリス・カーロフからファンレターが送られたほどである。
原作初登場の回のみ体格や服装は同じだが髭ぼうぼうの顔をしており、この事から『アダムス・ファミリー全集』ではフランケンシュタインの怪物そのものよりボリス・カーロフ本人ネタで、髭ぼうぼう版の顔は彼が演じた『魔の家』のモーガンというアル中でのそのそ歩く無口の大男の執事がモデルではないかという説が挙げられている。
パイプオルガンの演奏が得意。
名前の由来（Lurch）は傾くの意味。
『アダムス・ファミリー全集』による各キャラクターの初出一覧表。
（なお、この表で日付のみの場合はいずれも『ザ・ニューヨーカー』に掲載された話である）
| 名前         | 初登場                          | 備考                            |
| ------------ | ------------------------------- | ------------------------------- |
| ゴメス       | 1942年11月14日号                | -                               |
| モーティシア | 1938年8月6日号                  | 最初期は未婚設定らしい          |
| フェスター   | 1950年度版『Monster Rally』表紙 | 似た男は1941年1月18日号から登場 |
| おばあちゃん | 1941年2月8日号                  | 当時は別の家に住んでいた        |
| ウェンズデー | 1940年6月29日号                 | 家族確定は1944年8月26日号から   |
| パグズリー   | 1943年6月19日号                 | 似た子供は1941年頃から登場      |
| ラーチ       | 1938年8月6日号                  | 当時は顔が大きく異なる          |

### サブキャラクター
ハンド（映画日本語版での呼び名）／ロミオ（オリジナルドラマの日本語吹替版での呼び名）
英語版ではシング（The Thing）
ゴメズの幼馴染み。人の右手そのもので蜘蛛のように動き回る。意思をもっており、活発に動き回る。働き者でありゴメズの身の回りの世話を主に行う。
カズン・イット/Cousin Itt
ゴメズのいとこ。全身が長い毛で覆われており、中身は全く見えない、テレビ版ではサングラスを掛けていた。原作では2作にしか登場しておらず、名前もない。
そのためTVドラマ版では指示代名詞「それ（it）」をもじった「Itt」がそのまま名前となっていた。原作でも1987年12月21日号で再登場時に彼が何かを飲んでいるカップに「It」（ｔは1つだけ）と名前が書かれているものがある 。
映画版ではメッサーシュミットのKR200を愛車にしている。
オバケ
英語版ではシング（The Thing）
原作にのみ登場。肩から上しか描かれない。アダムズ一家の回りに付きまとっており（ただし一家は気が付いている様子がない）、伝声管やレコードプレーヤーの中から手を伸ばして彼らをサポートしたり、階段や雪の中などから頭と手だけを出して彼らを覗いていたりする。
ドラマになる際に頭部が省略され（原作でも前述のレコード交換の話など手しか見えない時もある）、The Thingとなった。
斜視の夫婦
ファミリーの親戚らしいが、原作をはじめとする各作品で劇中名前は出てこず。「斜視の夫婦」は作者本人がそう呼んでいたものだが斜視なのは禿げ頭の夫の方だけで、妻は背が非常に低い（夫の半分程度、おばあちゃんよりも低い）おかっぱ頭の頭が小さい女性 。
50年代から60年代にかけてセミレギュラーで登場し、1964年の『the Groaning Board』では頭が2つで体が1つの結合双生児（顔は片方が父・もう片方が母に似ている）の子供をおばあちゃんに見せに来るエピソードがある。
フローラ＆ファウナ
ドラマ、映画版に登場した結合双生児の双子の姉妹。デイジー&ヴァイオレット・ヒルトン姉妹が元とされる。
映画版では若い頃はフェスタ―に二人共思いを寄せており。嫉妬したゴメスはフェスタ―と喧嘩をするきっかけとなった。遺産の相続権と血縁から家長はゴメズではなくフェスタ―だと弁護士のアルフォードに助言したが為に厄介事に発展している。
アイマーおじさま
原作、ドラマ、映画版にそれぞれ登場する。原作では不気味なゾンビのような様相だが、映画版では既に故人で墓が登場、精神異常者、人格障害者として死刑にされ、アダムス一族のルーツとなったとモーティシアから語られている。

## 刊行本
- 『アダムズ・ファミリー全集』チャールズ・アダムズ著、ミゼロッキ・H・ケヴィン編 安原和見訳、河出書房新社、2011年（原著刊行2010年）

## テレビドラマ

### アダムズのお化け一家
- メディア - テレビ

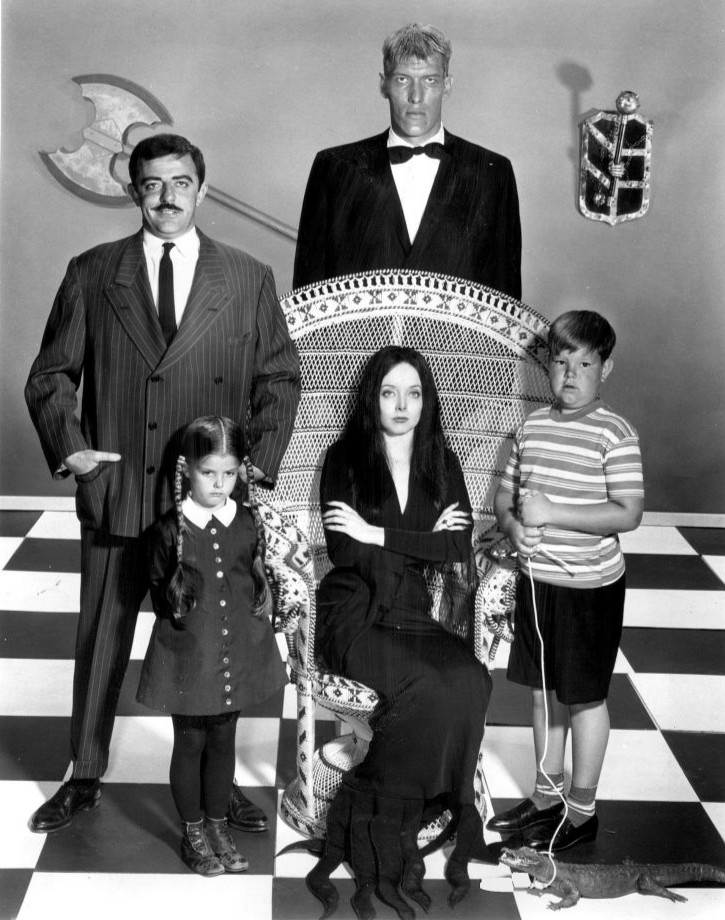
『アダムズのお化け一家』メインキャスト。1964年撮影。

- 放映日 - 1964年9月18日 - 1966年4月8日
- 放映局 - ABCテレビ
- 製作国 - アメリカ
- ジャンル - コメディ/ホラー

日本では1968年4月2日 - 1969年6月24日に、東京12チャンネル（現：テレビ東京）の海外ドラマ枠『怪奇コメディー』（火曜19:30 - 20:00）の第1作として放送された。

#### スタッフ
- 製作 - ナット・ペリン
- 製作総指揮 - デヴィッド・レヴィ
- キャラクター創造 - チャールズ・アダムス
- 音楽 - ヴィク・ミジー
- 吹替翻訳 - 岩佐幸子[41]

#### 出演
| 役名                   | 出演                   | 吹き替え              |
| ---------------------- | ---------------------- | --------------------- |
| ゴメズ・アダムス       | ジョン・アスティン     | 広川太一郎            |
| モーティシア・アダムス | キャロリン・ジョーンズ | 小原乃梨子            |
| グラニー・アダムス     | マリー・ブレイク       | 穂積隆信              |
| フェスター・フランプ   | ジャッキー・クーガン   | 熊倉一雄              |
| パグズリー・アダムス   | ケン・ウェザーワックス | 一龍斎貞友（VHSのみ） |
| ウェンズデー・アダムス | リサ・ローリング       |                       |
| ラーチ                 | テッド・キャシディ     | 大塚周夫              |
| イット                 | フェリックス・シラ     | 納谷六朗              |
| マイキー               |                        | 富田耕生              |
| ボス                   |                        | 青野武                |

- 吹替はテレビ版の他にVHS黎明期にオリジナルキャストの内、広川、小原、熊倉、大塚の4名を再起用し、VHS用に新録した吹替も存在する。現在、動画サイトで当作の吹替版が投稿される場合はVHS版の事が多い。
- 飯塚昭三がアダムス・ファミリーにフランケンシュタイン役で出演したという記述がキネマ旬報社の声優事典（1994年に出版された初版と1996年に出版された第二版）で書かれているが、この白黒ドラマのことかは不明。[42][43]

#### エピソード
現存している邦題のみ掲載。このテレビ版は2007年4月6日からホラーTV（FOXムービー）で字幕版が放送された。
TV版
| #  | エピソード                 | 原題                             |
| -- | -------------------------- | -------------------------------- |
| 1  | ああ、まいった、まいった   | Morticia and the Psychiatrist    |
| 2  | ひゃ！ たまげた            | The Addams Family in Court       |
| 3  | ロミオの恋人は？           | My Fair Cousin Itt               |
| 4  | 名優ここにあり             |                                  |
| 5  | 結婚狂奏曲 その1           | Morticia's Romance: Part 1       |
| 6  | 結婚狂奏曲 その2           | Morticia's Romance: Part 2       |
| 7  | 戯れに恋はすまじ           |                                  |
| 8  | おば様は魔女               |                                  |
| 9  | 選挙違反をおそれるな       | Gomez the Politician             |
| 10 | 子供にいいお話を           |                                  |
| 11 | いかさま毛生え薬           |                                  |
| 12 | スパイをやっつけろ         |                                  |
| 13 | サンタクロースがやって来た | Christmas with the Addams Family |
| 14 | おじさんの金儲け           |                                  |
| 15 | メキシコから来た花嫁さん   |                                  |
| 16 | いねむり泥棒               |                                  |
| 17 | やせるのは大変だヨーン     |                                  |
| 18 | 海賊の宝探し               | The Great Treasure Hunt          |
| 19 | ハレハレ台風がやって来た   |                                  |
| 20 | 恋は楽し                   |                                  |
| 21 | 若さでハッスル             |                                  |
| 22 | ダイナマイトで大掃除       | Addams Cum Laude                 |
| 23 | ロボットだど               | Lurch's Little Helper            |
| 24 | おせっかいはやめて         |                                  |
| 25 | 六人目の恋人               |                                  |
| 26 | 学校買います               |                                  |
| 27 | 家出娘よ何処へ行く         | Wednesday Leaves Home            |
| 28 | ?                          |                                  |
| 29 | 愛しちゃったのよ           |                                  |
| 30 | そばに来ないで             |                                  |
| 31 | 恋わずらいだよ子猫ちゃん   |                                  |
| 32 | 写真屋探しも楽じゃない     |                                  |
| 33 | もう保険はいや！           |                                  |
| 34 | かわいい怪物ちゃん         |                                  |
| 35 | 汝の隣人を愛せよ           |                                  |
| 36 | 夫婦円満火事の元           |                                  |
| 37 | とんだ災難                 |                                  |
| 38 | 歌をうたってぶっ飛ばせ     |                                  |

ビデオ版「元祖 アダムス・ファミリー」
第1巻（規格品番：BES-790）
- 学校へ行こう（The Addams Family Goes to School）
- あぁ！パグズリー（Morticia and the Psychiatrist）
- ゴリラのゴルゴ（Morticia Joins the Ladies League）

第2巻（規格品番：BES-791）
- 未確認
- 未確認
- 未確認

第3巻（規格品番：BES-792）
- 未確認
- 未確認
- 未確認

| 東京12チャンネル 火曜19時台後半枠 | 東京12チャンネル 火曜19時台後半枠   | 東京12チャンネル 火曜19時台後半枠 |
| 前番組                            | 番組名                              | 次番組                            |
| --------------------------------- | ----------------------------------- | --------------------------------- |
| レッツゴーポップス                | 怪奇コメディー アダムズのお化け一家 | 怪奇コメディー 怪物家族           |

### アダムス・ファミリー オリジナル版
1977年10月30日、ABCテレビにて放送されたスペシャルドラマ。原題は「Halloween with the New Addams Family」。日本では「アダムス・ファミリー オリジナル版」として吹替版ビデオが発売され、吹替版は極力テレビ版と同じキャストを起用し、タレントの小倉久寛がパンチョ役でゲスト出演した。上記ドラマの第3シーズンのパイロット版として作られたが、第3シーズン自体は作成されなかった。

#### 出演
- ゴメズ・アダムス：ジョン・アスティン (広川太一郎)
- モーティシア・アダムス：キャロリン・ジョーンズ (小原乃梨子)
- フェスター・フランプ：ジャッキー・クーガン (熊倉一雄)
- パグズリー・アダムス：ケン・ウェザーワックス、ケン・マーキス（少年時代）
- ウェンズデー・アダムス：リサ・ローリング、Jennifer Surprenant（少女時代）
- グラニー・アダムス：ジェーン・ローズ (穂積隆信)
- ラーチ：テッド・キャシディ(大塚周夫)
- イット：フェリックス・シリア
- マイキー：ヴィトー・スコッティ
- ボス：パーリー・ベア
- パンチョ・アダムス：ヘンリー・ダロウ (小倉久寛)

### The New Addams Family
1998年から1999年にかけてアメリカのFOXファミリー、カナダのYTVで放送された。

#### 出演
- ゴメズ・アダムス：グレン・タラント
- モーティシア・アダムス：エリー・ハーヴィー
- フェスター・フランプ：マイケル・ロバーズ
- パグズリー・アダムス：ブロディ・スミス
- ウェンズデー・アダムス：ニコール・フジェール
- グラニー・アダムス：ベティ・フィリップス
- ラーチ：ジョン・デサンティス（英語: John DeSantis）
- アダムスおじいちゃん：ジョン・アスティン

## テレビアニメ

### アダムスのおばけ一家
1973年から1975年にかけてアメリカで放送された。ハンナ・バーベラ・プロダクション制作。また、日本語版では独自のキャラクター名が割り当てられている。
日本では1979年、東京12チャンネル（現：テレビ東京）で初放送『まんが・おばけ一家』、放送時間は平日夕方18時00分～18時15分。
日本のカートゥーン ネットワークでは"アダムス・ファミリー"のタイトルで2004年1月2日に第1話から第6話まで先行放送した後、2004年10月25日から再放送された。
1992年にはビデオ化されており、声優が異なる。

#### スタッフ
- 製作 - イワオ・タカモト
- 製作総指揮 - ジョセフ・バーベラ、ウィリアム・ハンナ
- 企画 - デヴィッド・レヴィ
- 原作 - チャールズ・アダムス
- ダイアログ・ディレクター - ウォーリー・バー
- 日本語版演出 - 高桑慎一郎（テレビ版/VHS版[45]）
- 日本語版翻訳 - 古屋直己（VHS版[45]）
- 制作協力 - 青二企画（VHS版[45]）
- 制作 - 日本コロムビア（VHS版[45]）

#### 英語版
- ゴメズ（シケモク） -  レナード・ワインリッブ
- モーティシア（アゲカス）／グラニー（モミガラ） - ジャネット・ウォルド
- ウェンズデー（パンクズ） - シンディ・ヘンダーソン
- パグズリー（カンカラ） - ジョディ・フォスター
- パグズリー（カンカラ） -  ケン・ウェザーワックス
- アンクル・フェスター（デガラシ） - ジャッキー・クーガン
- ラーチ（クズテツ） - テッド・キャシディ

#### 日本語版
括弧内は本来のキャラクター名。小原乃梨子もアニメ版に出演していた。
- シケモク（ゴメズ/Gomez Addams）- 肝付兼太（テレビ版）、屋良有作（VHS版[45]）
- アゲカス（モーティシア/Morticia Addams）- 不明（テレビ版）、武藤礼子（VHS版[45]）
- パンクズ（ウェンズデー/Wednesday Addams）- 不明（テレビ版）、桑田靖子（VHS版[45]）
- カンカラ（パグズリー/Pugsley Addams）- つかせのりこ（テレビ版）、山本圭子（VHS版[45]）
- モミガラ（グラニー/Grandmama Addams）- 不明（テレビ版）、北川智繪（VHS版[45]）
- デガラシ（フェスター/Uncle Fester Frump）- 大竹宏（テレビ版）、仲木隆司（VHS版[45]）
- クズテツ（ラーチ/Lurch）- 不明（テレビ版）、銀河万丈（VHS版[45]）

#### 各話リスト
- 日本話数はカートゥーン ネットワークでの放送順。原題の修正求む。

| 日本話数 | 米国話数 | 邦題                                | 原題                                       | 米国放送日     |
| -------- | -------- | ----------------------------------- | ------------------------------------------ | -------------- |
| 1        | 1        | フリフリ公園はオバケのもの          | The Addams Family in New York              | 1973年9月8日   |
| 3        | 2        | ウソチョ！はオバケのもの            | Left in the Lurch                          | 1973年9月15日  |
| 4        | 3        | ブーラブーラはオバケのもの          | Boola Boola                                | 1973年9月22日  |
| 6        | 4        | ボンボンおばばの お金がスイッチョ！ | The Fastest Creepy Camper in the West      | 1973年9月29日  |
| 5        | 5        | スピードレースはオバケのもの        | The Mardi Gras Story                       | 1973年10月6日  |
| 2        |          | パン コンテストはオバケのもの       |                                            |                |
| 8        | 8        | 月旅行はオバケのもの                | The Reluctant Astronauts' Trip to the Moon | 1973年10月27日 |
| 9        | 9        | 気球レースはオバケのもの            | The Great Balloon Race                     | 1973年11月3日  |
| 7        | 10       | 宝物はオバケのもの                  | Ghost Town                                 | 1973年11月10日 |
| 10       |          | オバケは正義の味方                  |                                            |                |
| 12       | 12       | 大きいお船はオバケのもの            | The Addams Family at Sea                   | 1973年11月24日 |
| 13       | 13       | 魔法合戦はオバケの勝ち              | The Voodoo Story                           | 1973年12月1日  |
| 14       | 14       | ローラースケートはオバケのもの      | The Roller Derby Story                     | 1973年12月8日  |
| 15       | 15       | 西部劇はオバケにまかせろ            | The Addams Family Goes West                | 1973年12月15日 |
| 11       | 16       | 競馬レースはオバケのもの            | The Addams Family at the Kentucky Derby    | 1973年12月22日 |
| 16       |          | ユーレイ大会はオバケのもの          |                                            |                |
| ?        | 6        |                                     | Follow That Loaf of Bread                  | 1973年10月13日 |
| ?        | 7        |                                     | Aloha, Hoolamagoola                        | 1973年10月20日 |
| ?        | 11       |                                     | The Circus Story                           | 1973年11月17日 |

ビデオ版は以下の通り。
第1巻
- ゴースト・タウン（Ghost Town）
- ハンドくん行方不明
- 暴走アダムス・ホーム
- アダムス一家西部へ行く（The Addams Family Goes West）

第2巻
- ラーチはロック・スター（Left in the Lurch）
- アダムス一家は大泥棒
- ハワイのバカンス（Aloha, Hoolamagoola）

第3巻
- グラニーばあちゃんの熱愛
- サーカス物語（The Circus Story）
- オチョの災難

第4巻
- アダムス一家ニューヨークへ行く（The Addams Family in New York）
- 空飛ぶアダムス・ホーム
- ローラー・スケートでデス・マッチ（The Roller Derby Story）

##### クロスオーバー作品
新弱虫クルッパー
「Wednesday Is Missing」に登場。日本でも放送されたかは不明。
| 東京12チャンネル 月曜～金曜 18時00分 - 18時15分 | 東京12チャンネル 月曜～金曜 18時00分 - 18時15分 | 東京12チャンネル 月曜～金曜 18時00分 - 18時15分 |
| 前番組                                          | 番組名                                          | 次番組                                          |
| ----------------------------------------------- | ----------------------------------------------- | ----------------------------------------------- |
| デバドバガバ・トリオ                            | まんが・おばけ一家 （1979年3月 - 1979年4月）    | ステレオ音楽館 ※17時50分から移動                |

### The Addams Family
1992年から1995年にかけてABCテレビで放映。

#### 声の出演
- ゴメズ・アダムス：ジョン・アスティン
- モーティシア・アダムス：ナンシー・リナリ
- フェスター・フランプ：リップ・テイラー
- ウェンズデー・アダムス：デビ・デリーベリー
- パグズリー・アダムス：ジーニー・イライアス
- グラニー・アダムス：キャロル・チャニング
- ラーチ：ジム・カミングス

## 映画

### 実写映画

#### アダムス・ファミリー3 再結集
日本タイトルは映画三部作の一つとされているが、テレビ映画として放映された作品であり、それまでの映画シリーズとの関連はなく、旧ドラマ版のリメイクに近い内容である。
なお、日本語吹き替え版においては旧ドラマ版のキャストを多数起用している。
- 1998年公開（ビデオ映画、劇場未公開）
- 原題「Addams Family Reunion」
- 監督 - デイブ・ペイン
- 製作 - マイク・エリオット
- 製作総指揮 - ハイム・サバン、エリック・S・ロールマン
- 撮影 - クリスチャン・セバルト
- 日本語版演出 - 高桑慎一郎
- 吹替翻訳 - 平田勝茂

##### 出演
| 役名                   | 俳優                                  | 日本語吹替 |
| ---------------------- | ------------------------------------- | ---------- |
| ゴメズ・アダムス       | ティム・カリー                        | 広川太一郎 |
| モーティシア・アダムス | ダリル・ハンナ                        | 小原乃梨子 |
| フェスター・アダムス   | パトリック・トーマス                  | 熊倉一雄   |
| ウェンズデー・アダムス | ニコール・フジェール                  | 吉田小南美 |
| パグズリー・アダムス   | ジェリー・メッシング                  | 田野めぐみ |
| グラニー・アダムス     | アリス・ゴーストリー                  | 北川智繪   |
| ラーチ                 | カレル・ストルイケン                  | 大塚周夫   |
| ウォルター・アダムス   | レイ・ウォルストン                    | 大塚周夫   |
| フィリップ・アダムス   | エド・ベグリー・ジュニア              | 鈴木ヤスシ |
| ドロレス・アダムス     | ダイアン・デラーノ                    | 沢田敏子   |
| キャサリン・アダムス   | ヒラリー・シェパード                  | 小宮和枝   |
| アダムスおじいちゃん   | ケヴィン・マッカーシー                | 北村弘一   |
| アダムスおばあちゃん   | エステル・ハリス                      | 麻生美代子 |
| 野犬捕獲員             | クリント・ハワード （クレジットなし） | 広瀬正志   |
| ハンド                 | クリストファー・ハート                |            |

- 参考 - Addams Family Reunion - IMDb（英語）

### アニメ映画
『アダムス・ファミリー』のCGアニメーション映画化作品。
1. アダムス・ファミリー（2019年）
2. アダムス・ファミリー2 アメリカ横断旅行!（2021年）

## ゲーム

### アダムス・ファミリー
1992年10月23日にミサワエンターテインメントから発売されたスーパーファミコンのアクションゲーム。8M。家の中に出現する敵を踏んで倒しながら進んでいく。ブロックを叩くと家族の消息に関するヒントを得られる事があり、それを手掛かりに進むことになる。
1994年6月24日にアクレイムジャパンから発売されたゲームギアのアクションゲーム。2M。主人公のゴメスを操作して、誘拐されてしまった妻のモーティシアと3人の子供たちを救出する。巨大な迷路作りのアダムス邸を進むことになる。

## ミュージカル
2008年にブロード・ウェイでミュージカル化され、初演では映画版第2作で警察官を演じたネイサン・レインがゴメズ役、ビビ・ニューワースがモーティシア役を演じた。作品は2011年12月まで上演されロングランを記録。ミュージカル版のオリジナルストーリーでウェンズデーが成人を迎え、ボーイフレンド（普通の人間 ・ルーカス）が両親を連れてアダムスの屋敷を訪れ騒動が起きる。作品の随所に原作のトリビアが盛り込まれ、夫婦喧嘩の中にグラニーが姑なのか自分の実母なのかモーティシアが混乱するシーンが盛り込まれたり、フェスターが良識人としてストーリーテラーとして物語を進行させる。
2014年には日本上陸もし、橋本さとしがゴメズ役、真琴つばさがモーティシア役を務める。2017年にも一部キャストを変更し公演。
またブロードウェイでは、ウェンズディの髪型が原作と異なるボブヘアーで登場したが、日本版では原作に忠実なおさげ髪へと変更された。

### 日本版キャスト
| 役名                   | 2014年             | 2017年             |
| ---------------------- | ------------------ | ------------------ |
| ゴメズ・アダムス       | 橋本さとし         | 橋本さとし         |
| モーティシア・アダムス | 真琴つばさ         | 真琴つばさ／壮一帆 |
| フェスター・アダムス   | 今井清隆           | 今井清隆           |
| グラニー・アダムス     | 鷲尾真知子         | 梅沢昌代           |
| ウェンズデー・アダムス | 昆夏美             | 昆夏美             |
| パグズリー・アダムス   | 玉沢威穏／菊池銀河 | 庄司ゆらの         |
| ラーチ                 | 澤魁士             | 澤魁士             |
| ルーカス・バイネッケ   | 柳下大             | 村井良大           |
| マル・バイネッケ       | 菅原永二           | 戸井勝海           |
| アリス・バイネッケ     | 友近               | 樹里咲穂           |

## テーマソング
本作を語る上で欠かせないのが、フィンガースナップが入っていることで有名な作曲家ヴィック・ミジーによって書かれた公式テーマソング The Addams Family である。オリジナル版が1964年のテレビドラマで初披露されて以降人気を博し、アレンジされたバージョンが何度もリリースされた。